# Cottered
Cottered es una parroquia civil y un pueblo del distrito de East Hertfordshire, en el condado de Hertfordshire (Inglaterra).

## Geografía
Según la Oficina Nacional de Estadística británica, Cottered tiene una superficie de 12,99 km².

## Demografía
Según el censo de 2001, Cottered tenía 634 habitantes (50% varones, 50% mujeres) y una densidad de población de 48,81 hab/km². El 17,03% eran menores de 16 años, el 75,55% tenían entre 16 y 74, y el 7,41% eran mayores de 74. La media de edad era de 42,23 años. Del total de habitantes con 16 o más años, el 20,91% estaban solteros, el 66,16% casados, y el 12,93% divorciados o viudos.
El 96,06% de los habitantes eran originarios del Reino Unido. El resto de países europeos englobaban al 0,79% de la población, mientras que el 3,15% había nacido en cualquier otro lugar. Según su grupo étnico, el 99,06% eran blancos, el 0,47% mestizos, y el 0,47% negros. El cristianismo era profesado por el 79,81% y el islam por el 0,47%, mientras que el 15,14% no eran religiosos y el 4,57% no marcaron ninguna opción en el censo.
Había 257 hogares con residentes y 4 vacíos.